# Louis François Joseph Degouve de Nuncques
Pour les articles homonymes, voir Degouve de Nuncques.
Louis François Joseph Degouve de Nuncques (24 juillet 1783 à Arras - 6 octobre 1833 à Paris) est un homme politique français, député du Pas-de-Calais de 1827 à 1833.

## Biographie
Louis François Joseph Degouve de Nuncques est né à Arras dans le département du Pas-de-Calais, le 24 juillet 1783. Fils d'Albert Louis Joseph Degouve de Nuncques (1743-1797) et Jeanne Rose Julie Leroy, il était le cousin issu de germain de Maximilien de Robespierre et le grand-oncle du peintre William Degouve de Nuncques. Il est le père d'Edouard Degouve de Nuncques (1810-1878), journaliste, éditeur et haut fonctionnaire.
Il appartient à la magistrature, comme substitut du procureur général, puis comme conseiller à la cour royale de Douai.  
Il est mort à Paris, le 6 octobre 1833 et est inhumé au cimetière du Père-Lachaise (division 28).

### Homme politique
Il fut élu, le 17 novembre 1827, par 125 voix (248 votants, 307 inscrits), 122, député du 4e arrondissement du Pas-de-Calais (Hesdin), prit place au centre gauche et vota avec les royalistes constitutionnels, contre le ministère Polignac : il fut des 221.
Réélu, le 23 juin 1830, par 154 voix (245 votants, 303 inscrits), Degouve de Nuncques applaudit à la révolution de Juillet, fut promu, par le gouvernement de Louis-Philippe, conseiller à la cour de Paris, et soumis pour cette cause à la réélection, qu'il obtint le 6 novembre 1830. Il fut encore réélu député le 5 juillet 1831, cette fois par le 8e collège du Pas-de-Calais la ville de Saint-Pol.
Il se prononça en faveur de la liberté de la presse, pour la Pologne et pour le rétablissement du divorce, et mourut pendant la législature.

## Sources
- « Louis François Joseph Degouve de Nuncques », dans Adolphe Robert et Gaston Cougny, Dictionnaire des parlementaires français, Edgar Bourloton, 1889-1891 [détail de l’édition]